# 波克羅勒島

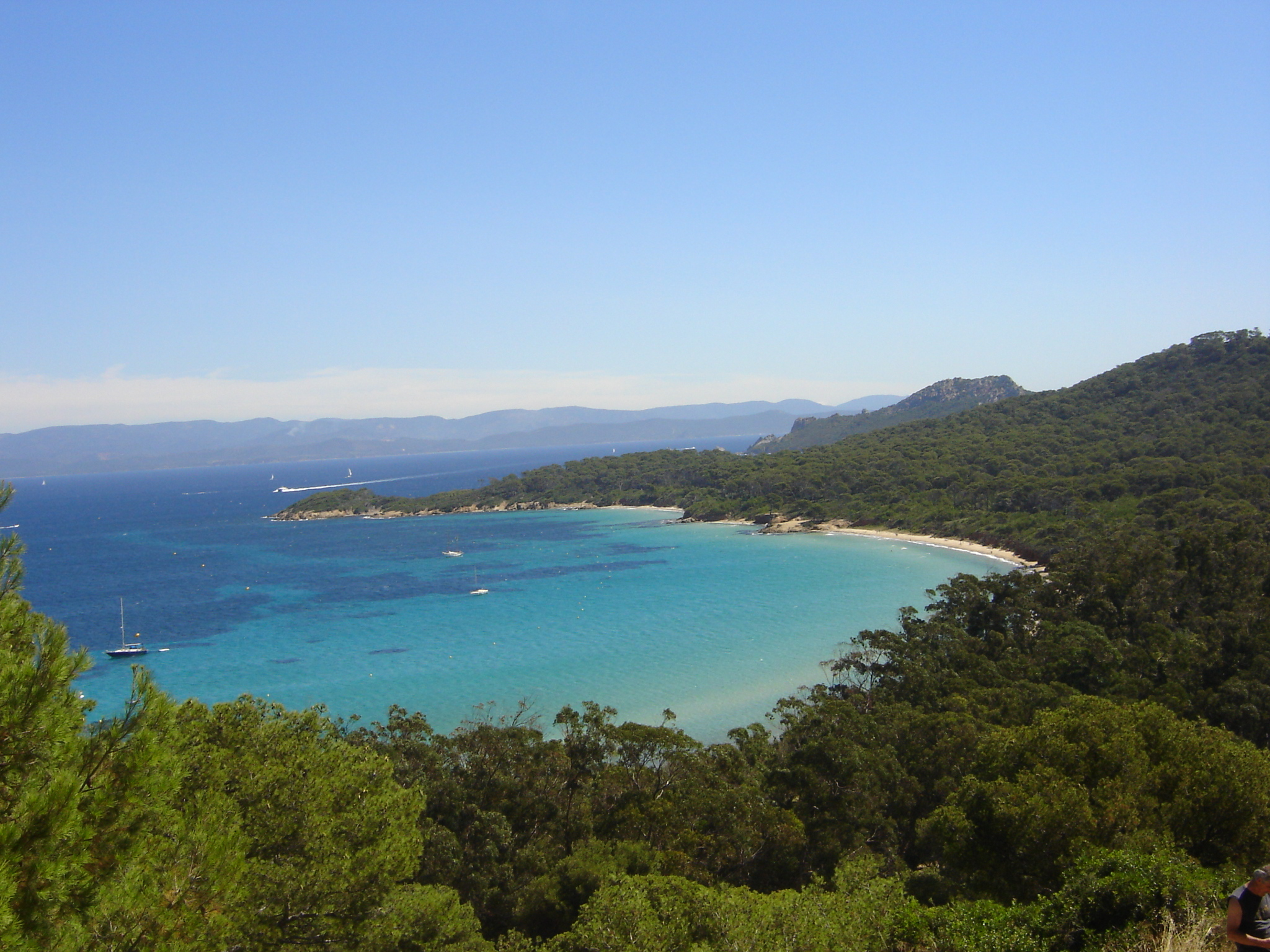

42°59′45″N 6°13′00″E / 42.99583°N 6.21667°E
波克羅勒島（法語：Île de Porquerolles，简称，法語發音：[pɔʁkəʁɔl]）是法国普罗旺斯-阿尔卑斯-蓝色海岸大区瓦尔省的一座島嶼，是耶尔群岛的四座岛屿之一，長7公里、寬3公里，面積12.54平方公里，最高點海拔高度142米，2004年人口約200。

## 外部連結
- ProvenceWeb: Ile de Porquerolles （页面存档备份，存于）
- Porquerolles - office de tourisme la londe les maures （页面存档备份，存于）
- Porquerolles.com description （页面存档备份，存于）
- Port-Cros Parc National （页面存档备份，存于）